# Založba
Založba (izdajatelj) je podjetje, ki skrbi za razmnoževanje in razpečevanje tiska in glasbe. Založbe ocenijo kakovost avtorjevega dela, produkcijo in prodajo, se odločijo ali bodo vložile denar v določenega avtorja ali projekt, promovirajo in publicirajo knjige potencialnim uporabnikom, izpolnijo naročila, distribuirajo knjige, zberejo denar in izplačajo avtorja. Založba običajno sklene pogodbo z avtorjem, kjer po navadi odkupi avtorske pravice in se obveže razmnoževanju, oglaševanju, financiranje in distributiranju kopije avtorskega izdelka. Za produkcijo knjig skrbijo uredniki, oblikovalci, tržniki, promotorji itn.

## Delovanje založb
Slovenske knjižne založbe temeljijo na zelo raznolikem delovanju in poslovanju, saj izhajajo iz različnih poslovno-ekonomskih-družbenih predpostavk, zgodovinskih okoliščin in vizij, kakšno je in kakšno mora biti knjižno založništvo.

### Tipi založb in definicije
Pri klasifikaciji slovenskih založb se lahko uporabi več kriterijev. Ti kriteriji so velikost podjetja oz. število zaposlenih, prihodki in število izdanih naslovov.
- razvrstitev glede na št. zaposlenih: po klasifikaciji Zakona o gospodarskih združbah (ZGD) so mala podjetja tista, ki imajo manj kot 49 zaposlenih, srednja tista s 50 do 200 zaposlenimi in večja tista z več kot dvesto zaposlenimi. V Sloveniji spada pod velike založbe Mladinska knjiga, je pa tudi nekaj malih založb ter veliko mikro založb.
- razvrstitev glede prihodka: Družbe so razvrščene v posamezno dejavnost po primarni dejavnosti oz. po dejavnosti, ki so jo deklarirale kot primarno in ki prinaša največji delež prihodka. Po tej definiciji na primer DZS ne spada neposredno med založbe, saj ji je primarna dejavnost trgovina na debelo.
- razvrstitev po številu izdanih knjig: Rugelj[2] v svoji knjigi za mejo velikih založb postavi 300 knjig letno, kamor spadata samo Mladinska knjiga in Učila International, za srednje velike založbe, ki izdajo od 70 do 300 knjig, pa spadajo Rokus, DZS, Modrijan, Celjska Mohorjeva družba, Družina, Didakta in Študentska založba.

## Začetki založništva na Slovenskem
Ključnega pomena za slovensko založništvo je čas protestantizma, ko sta bili leta 1550 izdani prvi slovenski knjigi, Catechismus in Abecedarium, ki pomenita začetek slovenske pismenosti in književnosti. Njun avtor Primož Trubar je zato poimenovan tudi kot prvi slovenski založnik. Slovenski protestanje so svoja dela morali vse do leta 1575 tiskati na nemškem, ko je Janez Mandelc v Ljubljani odprl prvo tiskarno. Protireformacija je kmalu zatrla ta razvoj, katerega temelji so že bili postavljeni in tako v letih 1615 in 1672 ni izšla nobena knjiga več. Leta 1689 je naredil pomemben korak v razvoju založništva Janez Vajkard Valvasor, ko je v svojem gradu Bogenšperk izdal svoje delo Slava vojvodine Kranjske. 
Leta 1678 je v Ljubljani ustanovil tiskarsko podružnico bavarski tiskar Janez Krstnik Mayr, ki je deloval v Salzburgu. Na slovenskih tleh je deloval še pred ustanovitvijo podružnice, saj je na primer leta 1676 natistnil delo stiškega patra Edmunda Wagnerja Controversiae philosophicae. Uveljavil se je tudi kot knjigotržec, saj je knjige prodajal v salzburškem podjetju, hodil po sejmih ter predstavljal svojo ponudbo. Ignac Alojz Kleinmayr je slovenski založnik, ki je leta 1769 prevzel družinsko podjetje ter jo razširil. Imel je ekskluzivno dovoljenje za izdajanje koledarjev na Koroškem, ki jo je dobil 1776, dve leti kasneje pa so mu po večletnem prizadevanju na Dunaju potrdili privilegij za izdajanje in tiskanje šolskih knjig za Koroško in Kranjsko. Leta 1782 je tudi odprl tiskarno v Ljubljani. Novembra 1784 mu je bil podeljen desetletni privilegij, na podlagi katerega je postal edini tiskar uradnih deželnoknežjih predpisov v vseh treh notranjeavstrijskih deželah. Izdajaj je tudi časopise. Slovenski tiskar Janez Friderik Egger je začetnik ljubljanske družine, ki je tiskarsko obrt opravljala v Ljubljani več kot 100 let. Ko je prevzel podjetje, je na stran postavil knjigotržko in založniško dejavnost, večji poudarek pa dal tisku. Tiskal je za lastno založbo in za druge knjigotržce, kot so bili Lovrenc Bernbacher, Mihael Promberger, Viljam Henrik Korn idr. Še en slovenski knjigotržec in založnik je tudi Alojz Raab. O njegovem delu govorijo oznake v publikacijah in časopisnih oglasih. Knjige, katere je izdala njegova založba, je oglasoval v časopisih. V 2. polovici 19. stoletja sta bili ustanovljeni najstarejši slovenski založbi, Mohorjeva družba leta 1852 in Slovenska matica leta 1864, ki delujeta še danes v povezavi s katoliško cerkvijo.